# Dědeček, Kyliján a já
Dědeček, Kyliján a já je československý film z roku 1966 režiséra Jiřího Hanibala. V roli dědečka se představil Rudolf Deyl mladší. Snímek vznikl podle stejnojmenné dětské knihy Jana Rysky. 

## Děj
Rodiče pětiletého chlapce odjíždějí na služební cestu do Anglie a malého Jožánka hlídá sousedka. Jožánek však uteče do Kralovic ke svému dědečkovi, který se kdysi živil jako převozník. Dědeček se chlapci svěří, že má být jeho milovaná chalupa zbourána a rozhodne se, že půjde do domova důchodců. Malý Jožánek mu ale dá novou chuť do života a dědečka přesvědčí, aby si postavil chalupu novou.
Během prázdnin prožije Jožánek i s dědečkem nezapomenutelné chvíle. Například při chytání osla Kylijána, který se splaší a utíká po městě.